# Xipotheca fruticosa
Xipotheca fruticosa är en ärtväxtart som först beskrevs av Carl von Linné, och fick sitt nu gällande namn av Anne Lise Schutte och B.-e.van Wyk. Xipotheca fruticosa ingår i släktet Xipotheca och familjen ärtväxter. Inga underarter finns listade i Catalogue of Life.